# Ronald Backus
Ronald Backus (Poole, 28 de março de 1922 — Perth, 27 de julho de 1999) foi um velejador britânico, medalhista olímpico. Ele competiu nos Jogos Olímpicos de Verão de 1956 na classe Dragon e conquistou a medalha de bronze, ao lado de Graham Mann e Jonathan Janson. Eles navegaram no Bluebottle, barco de quilha idealizado pela Camper and Nicholsons, que havia sido um presente de casamento do Island Sailing Club para a então princesa Elizabeth e o príncipe Philip.